# آلکانتارییا
آلکانتارییا (به اسپانیایی: Alcantarilla) یکی از شهرداری‌های کومارکای شرقی و در بخش خودمختار مورسیا در کشور اسپانیا قرار دارد. تا سال ۲۰۱۲ مساحت این شهرداری ۱۶ کیلومتر مربع و جمعیت آن ۴۱۳۸۱ تَن می‌باشد.